# Agat

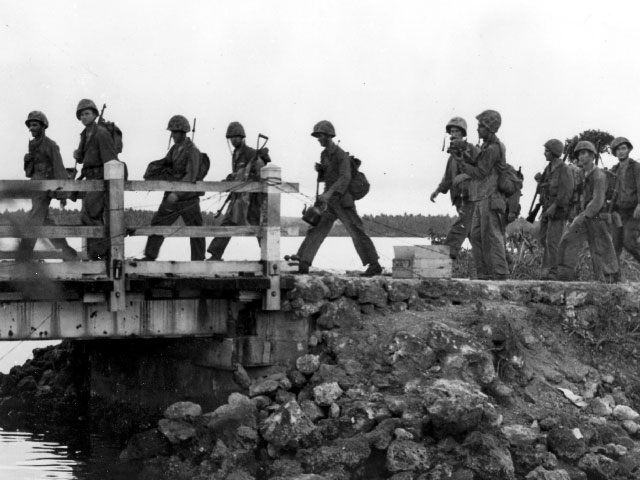
Marinheiros em Agat, em 1944

Agat (em chamorro Tutuhan) é uma cidade da dependência norte-americana de Guam, localizada na Micronésia.